# Pascal Mundt
Pascal Mundt (* 19. September 1955) ist ein deutscher Kameramann.
Pascal Mundt wurde zunächst ab Anfang der 1980er Jahre als Kameraassistent und Kameraoperateur tätig. Mitte der 1990er Jahre wurde er auch als eigenständiger Kameramann aktiv, er wirkte in dieser Funktion bisher bei 30 Fernseh-Produktionen mit.

## Filmografie (Auswahl)
- 1982: Dabbel Trabbel (Filmrolle)
- 1998: Hinter Gittern – Der Frauenknast (Fernsehserie, 6 Folgen)
- 1999: Mallorca – Suche nach dem Paradies (Fernsehserie, 45 Folgen)
- 2000: Der Puma – Kämpfer mit Herz (Fernsehserie, 6 Folgen)
- 2002–2007: Der letzte Zeuge (Fernsehserie, 18 Folgen)
- 2003: Denninger – Der Mallorcakrimi (Fernsehserie, 5 Folgen)
- 2003: SOKO München (Fernsehserie, 5 Folgen)
- 2004: Unter weißen Segeln (Fernsehreihe, 2 Folgen)
- 2004: SK Kölsch (Fernsehserie, 3 Folgen)
- 2005: Die Rettungsflieger (Fernsehserie, 3 Folgen)
- 2005: Stubbe – Von Fall zu Fall: Harte Kerle
- 2007: Oh Tannenbaum
- 2007: Liebling, wir haben geerbt!
- 2008: Der Mann an ihrer Seite
- 2008: Das Duo: Echte Kerle
- 2008: Liebe im Halteverbot
- 2009: Ein starkes Team: Die Schöne vom Beckenrand
- 2010: Liebe und andere Delikatessen
- 2018: Endlich Gardasee!